# Armeniens fotbollsfederation

Armeniens fotbollsfederation (armeniska: Հայաստանի ֆուտբոլի ֆեդերացիա) ordnar med organiserad fotboll i Armenien. Man ansvarar bland annat för Armeniska fotbollsligan, samt herr- och damlandslagen. Huvudkontoret finns i Jerevan.
Förbundet bildades den 18 januari 1992, och samma år inträdde man i såväl FIFA som UEFA.

### Fotnoter
1. ↑  ”About FFA” (på engelska). Armeniens fotbollsfederation. http://www.ffa.am/en/About-FFA. Läst 8 november 2015.
2. ↑  ”Armenia always a football hotbed” (på engelska). UEFA. Arkiverad från originalet den 15 juni 2017. https://web.archive.org/web/20170615145022/http://www.uefa.org/member-associations/association=arm/index.html. Läst 8 november 2015.